# Ivana Gallardo
Ivana Xennia Gallardo Cruchet (Osorno, 20 luglio 1993) è una pesista e discobola cilena.

## Biografia
La sua prima partecipazione a una competizione di livello mondiale risale al 2013, quando prende parte alle Universiadi di Kazan', classificandosi undicesima nel getto del peso e fermandosi ai gruppi di qualificazione nel lancio del disco. Lo stesso anno è medaglia d'argento nel getto del peso ai Giochi bolivariani di Trujillo, dove inoltre si classifica quarta nel lancio del disco.
Dopo il quinto e il settimo posto rispettivamente nel getto del peso e nel lancio del disco ai Giochi sudamericani di Santiago del Cile 2014, lo stesso hanno conquista la medaglia d'oro nel getto del peso e quella di bronzo nel lancio del disco ai campionati sudamericani under 23 di Montevideo. L'anno successivo, dopo essersi laureata per la prima volta campionessa cilena assoluta del getto del peso, partecipa ai campionati sudamericani di Lima, dove si classifica quinta sia nel getto del peso, sia nel lancio del disco. Ottiene un risultato simile anche ai campionati ibero-americani di Rio de Janeiro 2016, che la vedono sesta nel peso e nel disco.
Nel 2018 torna in pedana ai Giochi sudamericani di Cochabamba, dove conquista la quarta posizione in classifica nel getto del peso e nel lancio del disco, mentre ai campionati ibero-americani di Trujillo è medaglia d'oro nel getto del peso e si piazza nuovamente quarta nel lancio del disco. Nel 2019 prende parte, a Lima, prima ai campionati sudamericani, chiudendo in quarta e sesta posizione rispettivamente nel getto del peso e nel lancio del disco, poi ai XVIII Giochi panamericani, dove si posiziona undicesima nelle classifiche delle due discipline di lancio.
Nel 2020 compete ai campionati sudamericani indoor, concludendo la gara con al collo la medaglia d'argento del getto del peso, mentre nel 2021 deve accontentarsi di quella di bronzo ottenuta, sempre nel getto del peso, ai campionati sudamericani di Guayaquil.
L'anno 2022 vede Gallardo impegnata in diverse manifestazioni internazionali. Dapprima torna a riconfermare la medaglia d'argento nel getto del peso ai campionati sudamericani indoor di Cochabamba, poi si classifica quindicesima nella medesima disciplina ai campionati mondiali indoor di Belgrado. Nel corso della stagione estiva si classifica quarta ai campionati ibero-americani di La Nucia, conquista la medaglia di bronzo ai Giochi bolivariani di Valledupar e, dopo la partecipazione ai campionati mondiali di Eugene conclusa con l'uscita ai turni di qualificazione, a ottobre guadagna la medaglia d'argento ai Giochi sudamericani di Asunción.
Nel 2023 conquista la medaglia d'oro ai campionati sudamericani di San Paolo, mentre ai campionati mondiali di Budapest non riesce a qualificarsi per la finale del getto del peso. Si classifica poi undicesima ai Giochi panamericani di Santiago del Cile.
Ai campionati sudamericani indoor di Cochabamba 2024 torna a indossare al collo la medaglia d'oro continentale, che le garantisce la qualificazione per i campionati mondiali indoor di Glasgow, dove si classifica diciassettesima. Dopo aver conquistato la medaglia d'argento ai campionati ibero-americani di Cuiaba, prende parte ai Giochi olimpici di Parigi 2024, ma non riesce a superare i turni di qualificazione per la finale del getto del peso.
Nel 2025 si riconferma campionessa continentale al coperto durante i campionati sudamericani indoor e, dopo aver raggiunto la quattordicesima posizione nella classifica del getto del peso ai campionati mondiali indoor di Nanchino, torna a mettere al collo la medaglia d'oro ai campionati sudamericani di Mar del Plata.

## Progressione

### Getto del peso
| Stagione | Misura     | Luogo             | Data       | Rank. Mond. |
| -------- | ---------- | ----------------- | ---------- | ----------- |
| 2025     | 17,78 m    | Santiago del Cile | 5-4-2025   |             |
| 2024     | 17,74 m    | Schifflange       | 21-7-2024  |             |
| 2024     | 17,74 m(i) | Cochabamba        | 27-1-2024  |             |
| 2023     | 17,91 m    | Santiago del Cile | 25-3-2023  |             |
| 2022     | 17,43 m    | La Nucia          | 21-5-2022  |             |
| 2021     | 17,60 m    | Santiago del Cile | 12-3-2021  |             |
| 2020     | 17,39 m    | Santiago del Cile | 18-12-2020 |             |
| 2019     | 17,25 m    | Valdivia          | 24-8-2019  |             |
| 2018     | 16,49 m    | Santiago del Cile | 16-4-2018  |             |
| 2017     | 16,19 m    | Santiago del Cile | 9-4-2017   |             |
| 2016     | 16,53 m    | Santiago del Cile | 29-10-2016 |             |
| 2015     | 16,62 m    | Lima              | 14-6-2015  |             |
| 2014     | 16,20 m    | Montevideo        | 4-10-2014  |             |
| 2013     | 16,01 m    | Trujillo          | 26-11-2013 |             |
| 2012     | 14,68 m    | Maringá           | 17-6-2012  |             |
| 2011     | 13,02 m    | Santiago del Cile | 19-6-2011  |             |
| 2010     | 11,74 m    | Santiago del Cile | 10-10-2010 |             |

### Lancio del disco
| Stagione | Misura  | Luogo                 | Data       | Rank. Mond. |
| -------- | ------- | --------------------- | ---------- | ----------- |
| 2025     | 48,00 m | Santiago del Cile     | 4-5-2025   |             |
| 2024     | 49,24 m | Santiago del Cile     | 31-3-2024  |             |
| 2023     | 46,58 m | Santiago del Cile     | 1-4-2023   |             |
| 2022     | 49,31 m | Copiapó               | 7-5-2022   |             |
| 2021     | 52,34 m | Santiago del Cile     | 12-3-2021  |             |
| 2020     | 53,46 m | Santiago del Cile     | 14-3-2020  |             |
| 2019     | 55,26 m | Santiago del Cile     | 12-10-2019 |             |
| 2018     | 53,68 m | Santiago del Cile     | 20-10-2018 |             |
| 2017     | 52,40 m | Santiago del Cile     | 19-5-2017  |             |
| 2016     | 51,52 m | Chillán               | 5-3-2016   |             |
| 2015     | 54,46 m | Sao Bernardo do Campo | 15-5-2015  |             |
| 2014     | 53,39 m | Buenos Aires          | 18-7-2014  |             |
| 2013     | 53,07 m | Santiago del Cile     | 25-5-2013  |             |
| 2012     | 46,24 m | Santiago del Cile     | 1-9-2012   |             |
| 2011     | 44,60 m | Santiago del Cile     | 4-9-2011   |             |
| 2010     | 39,95 m | Osorno                | 21-8-2010  |             |
| 2010     | 39,95 m | Puerto Montt          | 4-9-2010   |             |

## Palmarès
| Anno | Manifestazione                   | Sede              | Evento           | Risultato      | Prestazione | Note                                     |
| ---- | -------------------------------- | ----------------- | ---------------- | -------------- | ----------- | ---------------------------------------- |
| 2011 | Campionati sudamericani juniores | Medellín          | Getto del peso   | 4ª             | 12,56 m     |                                          |
| 2011 | Campionati sudamericani juniores | Medellín          | Lancio del disco | 7ª             | 42,14 m     |                                          |
| 2012 | Campionati mondiali juniores     | Barcellona        | Getto del peso   | Qualificazione | 13,55 m     |                                          |
| 2012 | Campionati sudamericani under 23 | San Paolo         | Getto del peso   | 5ª             | 13,92 m     |                                          |
| 2012 | Campionati sudamericani under 23 | San Paolo         | Lancio del disco | 5ª             | 44,99 m     |                                          |
| 2013 | Universiadi                      | Kazan'            | Getto del peso   | Qualificazione | 14,08 m     |                                          |
| 2013 | Universiadi                      | Kazan'            | Lancio del disco | 11ª            | 45,94 m     |                                          |
| 2013 | Giochi bolivariani               | Trujillo          | Getto del peso   | Bronzo         | 16,01 m     |                                          |
| 2013 | Giochi bolivariani               | Trujillo          | Lancio del disco | 4ª             | 48,61 m     |                                          |
| 2014 | Giochi sudamericani              | Santiago del Cile | Getto del peso   | 5ª             | 14,78 m     |                                          |
| 2014 | Giochi sudamericani              | Santiago del Cile | Lancio del disco | 7ª             | 50,86 m     |                                          |
| 2014 | Campionati sudamericani under 23 | Montevideo        | Getto del peso   | Oro            | 16,20 m     |                                          |
| 2014 | Campionati sudamericani under 23 | Montevideo        | Lancio del disco | Bronzo         | 51,75 m     |                                          |
| 2015 | Campionati sudamericani          | Lima              | Getto del peso   | 5ª             | 16,62 m     |                                          |
| 2015 | Campionati sudamericani          | Lima              | Lancio del disco | 5ª             | 53,43 m     |                                          |
| 2016 | Campionati ibero-americani       | Rio de Janeiro    | Getto del peso   | 6ª             | 16,51 m     |                                          |
| 2016 | Campionati ibero-americani       | Rio de Janeiro    | Lancio del disco | 6ª             | 51,01 m     |                                          |
| 2017 | Universiadi                      | Taipei            | Lancio del disco | Qualificazione | 46,27 m     |                                          |
| 2018 | Giochi sudamericani              | Cochabamba        | Getto del peso   | 4ª             | 16,45 m     |                                          |
| 2018 | Giochi sudamericani              | Cochabamba        | Lancio del disco | 4ª             | 47,47 m     |                                          |
| 2018 | Campionati ibero-americani       | Trujillo          | Getto del peso   | Bronzo         | 15,05 m     |                                          |
| 2018 | Campionati ibero-americani       | Trujillo          | Lancio del disco | 4ª             | 50,67 m     |                                          |
| 2019 | Campionati sudamericani          | Lima              | Getto del peso   | 4ª             | 16,77 m     |                                          |
| 2019 | Campionati sudamericani          | Lima              | Lancio del disco | 6ª             | 50,22 m     |                                          |
| 2019 | Giochi panamericani              | Lima              | Getto del peso   | 11ª            | 16,43 m     |                                          |
| 2019 | Giochi panamericani              | Lima              | Lancio del disco | 11ª            | 50,85 m     |                                          |
| 2020 | Campionati sudamericani indoor   | Cochabamba        | Getto del peso   | Argento        | 16,53 m     |                                          |
| 2021 | Campionati sudamericani          | Guayaquil         | Getto del peso   | Bronzo         | 16,94 m     |                                          |
| 2022 | Campionati sudamericani indoor   | Cochabamba        | Getto del peso   | Argento        | 17,03 m     |                                          |
| 2022 | Campionati mondiali indoor       | Belgrado          | Getto del peso   | 15ª            | 16,08 m     |                                          |
| 2022 | Campionati ibero-americani       | La Nucia          | Getto del peso   | 4ª             | 17,43 m     |                                          |
| 2022 | Giochi bolivariani               | Valledupar        | Getto del peso   | Bronzo         | 16,52 m     |                                          |
| 2022 | Campionati mondiali              | Eugene            | Getto del peso   | Qualificazione | 16,20 m     |                                          |
| 2022 | Giochi sudamericani              | Asunción          | Getto del peso   | Argento        | 16,73 m     |                                          |
| 2023 | Campionati sudamericani          | San Paolo         | Getto del peso   | Oro            | 17,39 m     |                                          |
| 2023 | Campionati mondiali              | Budapest          | Getto del peso   | Qualificazione | 16,55 m     |                                          |
| 2023 | Giochi panamericani              | Santiago del Cile | Getto del peso   | 11ª            | 15,30 m     |                                          |
| 2024 | Campionati sudamericani indoor   | Cochabamba        | Getto del peso   | Oro            | 17,74 m     | Record dei campionati · Record nazionale |
| 2024 | Campionati mondiali indoor       | Glasgow           | Getto del peso   | 17ª            | 16,36 m     |                                          |
| 2024 | Campionati ibero-americani       | Cuiaba            | Getto del peso   | Argento        | 17,26 m     |                                          |
| 2024 | Giochi olimpici                  | Parigi            | Getto del peso   | Qualificazione | 17,47 m     |                                          |
| 2025 | Campionati sudamericani indoor   | Cochabamba        | Getto del peso   | Oro            | 17,63 m     |                                          |
| 2025 | Campionati mondiali indoor       | Nanchino          | Getto del peso   | 14ª            | 17,08 m     |                                          |
| 2025 | Campionati sudamericani          | Mar del Plata     | Getto del peso   | Oro            | 17,55 m     |                                          |

## Campionati nazionali
- 9 volte campionessa cilena assoluta del getto del peso (2015, 2016, 2018, 2019, 2021, 2022, 2023, 2024, 2025)
- 1 volta campionessa cilena under 23 del getto del peso (2012)
- 1 volta campionessa cilena under 23 del lancio del disco (2012)
- 1 volta campionessa cilena juniores del getto del peso (2012)
- 1 volta campionessa cilena juniores del lancio del disco (2012)

2010
- 6ª ai campionati cileni assoluti, getto del peso - 11,74 m
- Bronzo ai campionati cileni assoluti, lancio del disco - 39,48 m

2012
- Oro ai campionati cileni juniores, getto del peso - 12,97 m
- Oro ai campionati cileni juniores, lancio del disco - 44,37 m
- Oro ai campionati cileni under 23, getto del peso - 13,11 m
- Oro ai campionati cileni under 23, lancio del disco - 46,24 m

2015
- Oro ai campionati cileni assoluti, getto del peso - 15,57 m
- Argento ai campionati cileni assoluti, lancio del disco - 51,88 m

2016
- Oro ai campionati cileni assoluti, getto del peso - 16,35 m
- Argento ai campionati cileni assoluti, lancio del disco - 48,52 m

2017
- Argento ai campionati cileni assoluti, getto del peso - 15,34 m
- Argento ai campionati cileni assoluti, lancio del disco - 52,40 m

2018
- Oro ai campionati cileni assoluti, getto del peso - 14,60 m
- Argento ai campionati cileni assoluti, lancio del disco - 50,08 m

2019
- Oro ai campionati cileni assoluti, getto del peso - 16,40 m
- Argento ai campionati cileni assoluti, lancio del disco - 49,99 m

2021
- Oro ai campionati cileni assoluti, getto del peso - 17,14 m

2022
- Oro ai campionati cileni assoluti, getto del peso - 16,92 m

2023
- Oro ai campionati cileni assoluti, getto del peso - 16,95 m

2024
- Oro ai campionati cileni assoluti, getto del peso - 17,50 m

2025
- Oro ai campionati cileni assoluti, getto del peso - 16,73 m